# 長崎ヴェルカ
長崎ヴェルカ（ながさきヴェルカ、英: Nagasaki Velca）は、長崎県長崎市をホームタウンとするプロバスケットボールチーム。運営法人は株式会社長崎ヴェルカ。2020年に創設され、現在はB1リーグの西地区に所属している。

## 概要
長崎県初のプロバスケットボールチーム。運営会社はジャパネットホールディングスが全額拠出して設立した「株式会社長崎ヴェルカ」。「ヴェルカ」とは、Welcome、Well community、Victoryの3つの意味をかけている。ジャパネット傘下のサッカークラブ・V・ファーレン長崎のように長崎で親しまれるクラブとなり、長崎らしい良い文化を取り込みながら、それと同時に地域創生を目指してほしいという想いが込められている。

### チームカラー
チームカラーは   ヴェルカネイビー、   キャンバスホワイト。

### ユニフォーム

#### ヴェルカバード
ユニフォームの胸などに大きくあしらわれているV字のロゴはヴェルカバードと呼ばれ、躍動感や革新性を表現した右上がりのデザインになっている。長崎にゆかりのあるデザイナーのデザインで、最終2案の中からファンクラブの投票で決定した。
ユニフォーム以外にも試合会場や練習場、ラッピング電車などの各所やグッズなどで使用されている。

#### 歴代ユニフォーム
| HOME      | HOME      | HOME      | HOME      | HOME |
| --------- | --------- | --------- | --------- | ---- |
| 2021 - 22 | 2022 - 23 | 2023 - 24 | 2024 - 25 |      |
|           |           |           |           |      |

| AWAY      | AWAY      | AWAY      | AWAY      | AWAY |
| --------- | --------- | --------- | --------- | ---- |
| 2021 - 22 | 2022 - 23 | 2023 - 24 | 2024 - 25 |      |
|           |           |           |           |      |

| Other                       | Other                       | Other                    | Other                    | Other                   |
| --------------------------- | --------------------------- | ------------------------ | ------------------------ | ----------------------- |
| 2021 - 22 3rd WITH BOOSTERS | 2023 - 24 3rd BLACK EDITION | 2023 - 24 SASEBO EDITION | 2024 - 25 SASEBO EDITION | 2024 - 25 BLACK EDITION |
|                             |                             |                          |                          |                         |

#### ユニフォームサプライヤー
- 2021年 - 2024年：不明
- 2024年[7] - 現在：ニューバランス

#### 歴代ユニフォームスポンサー年表
| シーズン | シャツ  | シャツ    | シャツ         | シャツ                 | シャツ     | パンツ   | パンツ                      | パンツ                               | パンツ                                 | パンツ   | パンツ                                             | サプライヤー   |
| シーズン | 腹部    | 鎖骨左    | 鎖骨右         | 背中上部               | 背中下部   | 前面左上 | 前面右上                    | 前面左下                             | 前面右下                               | 背面左   | 背面右                                             | サプライヤー   |
| 2021-22  | Japanet | -         | 西川           | アイリスロボティクス   | 西海砕石   | -        | -                           | ユーキャン・アド プロロジス レンゴー | オランダ屋企画 三和興業 JAグループ長崎 | EY Japan | 谷川建設 ハウジングロビー 九州ガスホールディングス | -              |
| 2022-23  | Japanet | 西川      | -              | アイリスロボティクス   | 西海砕石   | -        | -                           | ユーキャン・アド プロロジス レンゴー | オランダ屋企画 三和興業 廃車王長崎店   | EY Japan | 谷川建設 ハウジングロビー 九州ガスホールディングス | -              |
| 2023-24  | Japanet | 西川      | -              | AEON(イオンディライト) | -          | -        | 日本ベネックス              | ユーキャン・アド プロロジス レンゴー | 長崎トヨタ 西海砕石 廃車王長崎店       | EY Japan | 谷川建設 ハウジングロビー 九州ガスホールディングス | -              |
| 2024-25  | Japanet | DREAM MUG | ニューバランス | AEON(イオンディライト) | エリエール | -        | 日本ベネックス ニコニコのり | ユーキャン・アド プロロジス レンゴー | 長崎トヨタ 西海砕石 廃車王長崎店       | -        | 谷川建設 ハウジングロビー 西日本エンジニアリング   | ニューバランス |

### マスコットキャラクター
- LUCA（ルカ）
  - 人懐っこく好奇心旺盛なヴェルカの練習生。お祭りやバスケットボール、ダンスが好き。誕生日は10月7日。V・ファーレン長崎のヴィヴィくんに憧れている。龍とおしどりがモチーフになっている[8]。

#### 歴代ルカ着用ユニフォームスポンサー年表
| シーズン | 箇所     | 箇所             | 箇所           | 箇所           | 箇所                       | 箇所     | 箇所 |
| シーズン | シャツ   | シャツ           | パンツ         | パンツ         | パンツ                     | パンツ   |      |
| シーズン | 腹部     | 背中             | 前面左         | 前面右         | 背面左                     | 背面右   |      |
| 2021-22  | 戸田建設 | 廃車王           | 最勝寺内科医院 | KTN テレビ長崎 | なし                       | なし     |      |
| 2022-23  | なし     | 冨士機材         | リック不動産   | KTN テレビ長崎 | デリバリーコンサルティング | 王子工業 |      |
| 2023-24  | 冨士機材 | 重工記念長崎病院 | リック不動産   | 藤本グループ   | KTN テレビ長崎             | 王子工業 |      |
| 2024-25  | 冨士機材 | 重工記念長崎病院 | リック不動産   | 藤本グループ   |                            | 王子工業 |      |

### チアダンスチーム
- VELC
  - 2021年、長崎ヴェルカの初年度シーズン前に結成されたチアリーディングチーム。「長崎ヴェルカチアリーダーズ」から「長崎ヴェルカチア&ダンサーズ」、その後「VELC」と改名されている。

### アリーナDJ/MC
- DJ TOMAHAWK (DJ トマホーク) (2021-現在)[9]
- DJ JUDDER9 (DJ ジャダナイン) (2021-現在)[9]
- MC ジャスティン隼人 (2024-現在)[9]

#### 過去のアリーナDJ/MC
- MC NAOYA (MC ナオヤ) (2021-24)[10]

### クラブハウス

#### 現クラブハウス
2024年8月より供用開始。ハピネスアリーナと併設されており“アリーナから徒歩30秒”と謳われている。スタッフルームから練習風景が一望でき、チームの雰囲気や選手のコンディションを把握しやすくなっている。練習コートとなるサブアリーナは、カーテンが開放されている時は屋外や併設のカフェから練習風景を見ることが出来る。ロッカールームは日頃の練習で使用するほか、そのままホームゲーム時にも使用出来る。
所在地：ハピネスアリーナ内
設備：サブアリーナ、ロッカールーム、トレーニングルーム、スタッフルーム、シアタールーム、オフィス、温浴施設ほか

#### 旧クラブハウス
2024年8月まで利用。ジャパネットグループの福利厚生施設だった体育館をクラブハウスとして整備した。選手、スタッフの活動拠点であり、また長崎ヴェルカバスケットボールスクールも開催されている。また温浴施設は天然温泉で、露天風呂なども完備されている。クラブハウスに温泉施設があるのは2022年現在B.LEAGUEで唯一である。
所在地：長崎県佐世保市大塔町2021-1
設備：アリーナ、ロッカールーム、トレーニングエリア、オフィス、温浴施設ほか

### 下部組織

#### 長崎ヴェルカU15
- 2022年3月にトライアウトが実施され[15]、同4月より活動開始。4月29日に初の練習試合が行われた[16]。
- Jr.ウインターカップ2022-23の県予選を勝ち上がり、長崎県代表として初出場した[17]。

#### 長崎ヴェルカU18
- 2023年4月に設立[18]。
- B.LEAGUE U18 REGIONAL LEAGUE 2023に出場する[19]など活動している。

#### 長崎ヴェルカU14
- トライアウトを経て2024年設立[20]。
- 長崎市U15バスケットボール春季大会に出場する[21]など活動している。

### ホームアリーナ
2021シーズンより3シーズン長崎県立総合体育館をメインホームアリーナに県内各所でサテライト開催されたが、2024シーズンより長崎スタジアムシティ内のハピネスアリーナに変更になり全試合ここで行われることとなった。

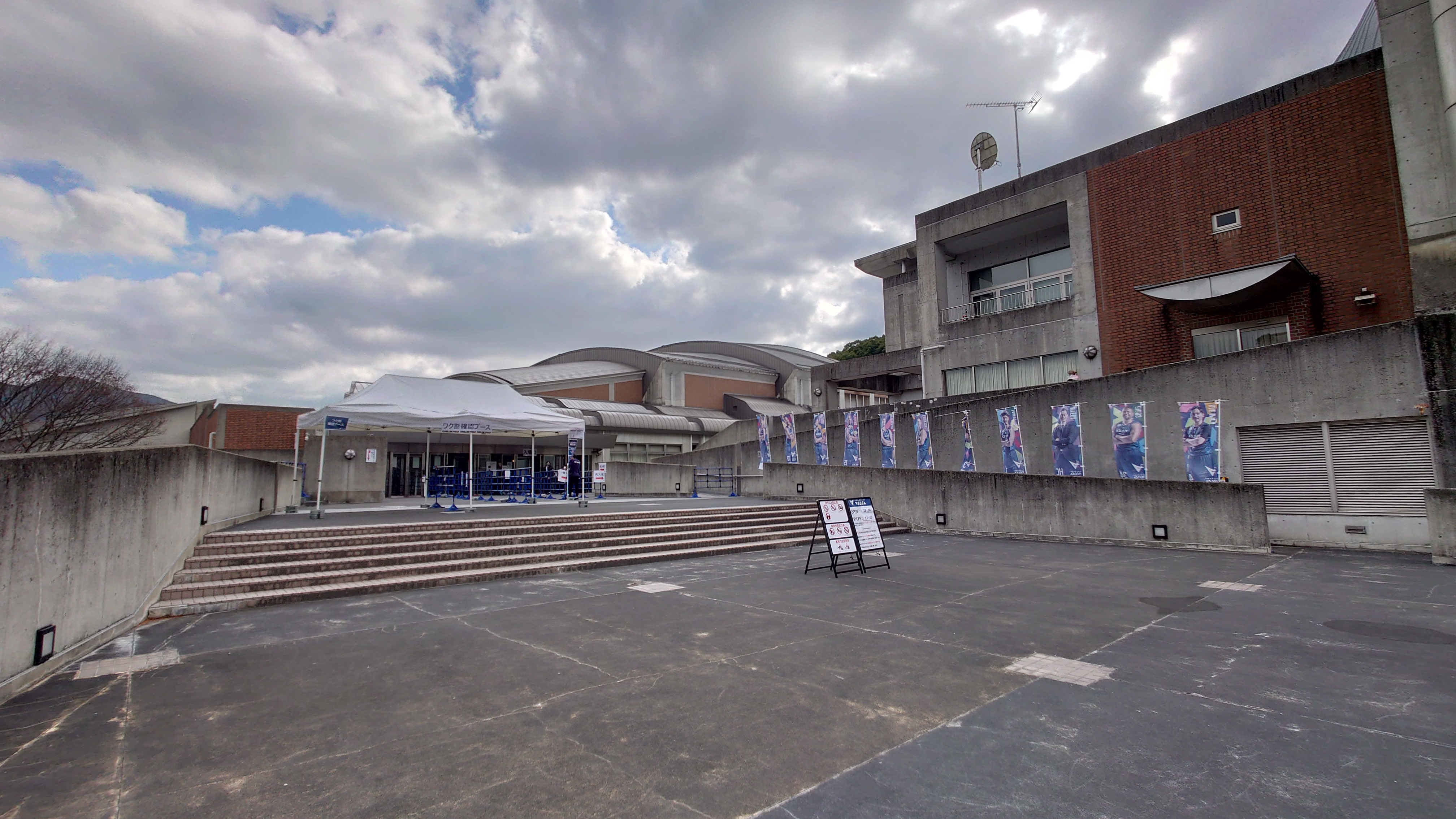
長崎県立総合体育館
(2022年12月31日)

| シーズン | リーグ | 全体の ホームゲーム数 | ハピアリ | 長崎総合 | その他の会場                              | ポストシーズン |
| 2021-22  | B3     | 24                    | 完成前   | 12       | 大村：2 佐世保：4 諫早：6                 | なし           |
| 2022-23  | B2     | 30                    | 完成前   | 16       | 大村：2 佐世保：4 諫早：4 五島：2 島原：2 | 佐世保：2      |
| 2023-24  | B1     | 30                    | 完成前   | 24       | 大村：1 佐世保：3 諫早：2                 | -              |
| 2024-25  | B1     | 30                    | 30       | なし     | なし                                      |                |

会場凡例
- ハピアリ - ハピネスアリーナ
- 長崎総合 - 長崎県立総合体育館
- 大村  - 大村市体育文化センター
- 佐世保 - 佐世保市体育文化館
- 諫早 - 諫早市中央体育館
- 五島 - 五島市中央公園市民体育館
- 島原 - 島原復興アリーナ

## 歴史

### 参入前
- 2020年（令和2年）
  - 6月：B3リーグ公式試合参加資格を申請[22]。
  - 7月：ジャパネットグループで長崎スタジアムシティの事業主体でもあるリージョナルクリエーション長崎が2021-22シーズンからのB3リーグ公式試合参加資格を申請したことを発表[22]。
  - 9月：一般公募していたチーム名の中から、事務局による一次選考を通過した「長崎ジャブズ」（Nagasaki Jaubuzz）「長崎ハレット」（Nagasaki Haretto）「長崎ヴェルカ」（Nagasaki Velca）の3案を発表。伊藤拓摩（前：テキサス・レジェンズアシスタントコーチ兼アルバルク東京テクニカルアドバイザー）がゼネラルマネージャー兼ヘッドコーチに就任。
  - 10月：長崎駅前かもめ広場・させぼ五番街での最終投票（投票総数14,882件）を行い、「長崎ヴェルカ」に決定したと発表された[23]。
- 2021年（令和3年）
  - 1月：初年度メンバーとして松本健児リオン、榎田拓真の入団が発表された。
  - 4月：B3リーグ公式試合参加資格の最終審査に合格し、2021-22シーズンからのB3リーグ参入が承認された[24]。

### B3リーグ

#### 2021-22シーズン
スローガン：0TO1-WITH YOU,WITH US!-
伊藤拓摩HCの1年目。
初年度メンバーには松本、榎田に加え山本エドワードや狩俣昌也やジェフ・ギブスなど昨季までB1で活躍した選手を中心とした補強に成功。
2021年10月12日に開催されたB.LEAGUE理事会において、アルティーリ千葉、岐阜スゥープスと共に、B.LEAGUE準加盟が承認された。
公式戦の初戦はリーグ開幕前に出場した天皇杯の2次ラウンドで、東京八王子ビートレインズを相手に109-81で勝利した。2次ラウンドはそのまま3連勝し3次ラウンドに進む。3次ラウンド1回戦ではB1のサンロッカーズ渋谷相手に85-84で逆転勝利を収め注目を集めたが、3次ラウンド2回戦で秋田ノーザンハピネッツに敗れた。
レギュラーシーズンは、B3リーグ開幕戦である10月2日のアウェー鹿児島レブナイズ戦を勝利したのち、第8節でベルテックス静岡に敗れるまで開幕から13連勝を記録。これはB3のレギュラーシーズンでは過去最多記録となる（それまでは2016-17シーズンにライジングゼファーフクオカが記録した開幕10連勝が最多だった）。
2022年3月1日より、Vファーレン長崎の髙田春奈社長退任にともない岩下社長が同社長を兼任、これまで取締役だった髙田旭人が代表取締役会長に、GMの伊藤拓摩が取締役を兼務する新役員体制となった。
2022年3月10日、青山学院大学より山崎凛が特別指定選手として加入した。
開幕連勝以降、一度も連敗しないまま途中19連勝する など順調に勝ち進み、第4節GAME2以降は勝率トップを維持したまま、4月23日開催の第29節GAME1で一時間早く試合が開始された2位のアルティーリ千葉が敗れたことで、B3加入初年度にして優勝が決定しB2昇格権を得た。最終戦績45勝3敗、勝率.938はB3記録である。
5月1日の最終戦後、長崎市の浜の町アーケードで優勝パレードが、また同5日に佐世保市の島瀬公園・四ヶ町アーケードで優勝報告会と優勝パレードが行われ、多くのファン・ブースターが駆けつけた。
5月29日、B2昇格と2022-23シーズンはB2西地区に所属することが正式に発表された。
シーズン終了後、ヘッドコーチだった伊藤拓摩がGM選任となり、アソシエイト・ヘッドコーチだった前田健滋朗がヘッドコーチに就任することが発表された。
また、弓波英人がインターンコーチとしてコーチ専任になり、菅澤紀行が熊本へ、ハビエル・カーターが山形へ完全移籍、松井智哉が鹿児島に期限付き移籍した。

### B.LEAGUE

#### 2022-23シーズン（B2 西地区）
スローガン：NEXT LEVEL
プレーオフスローガン：さあ、みせようぜ長崎の力"WE HAS IT!!"
前田健滋朗HCの1年目。
ウィタカケンタが熊本から、ジョーダン・ヘディングが台湾T1リーグから、パブロ・アギラールが川崎からそれぞれ完全移籍で入団した。また、前シーズンは佐賀に所属していた駒水大雅ジャックの練習生としての参加が発表された。また、前シーズン特別指定選手登録されていた山崎凛が再度特別指定選手登録された。
11月22日、パブロ・アギラールとディクソンJrタリキがインジュアリーリスト入りすることとなり、その3日後の25日、B1の茨城を退団したばかりのLJ・ピークが加入。ピークはひと月後の12月25日の満了までプレイし、チーム内MVPを二度獲得するなど活躍した。そのピークと入れ替わる形で、B1の滋賀を退団して間もないテレンス・キングが12月27日から翌1月20日のパブロ復帰までの期間、短期加入した。
12月7日、役員体制の変更が発表され、1月1日より伊藤拓摩がGMと兼任して代表取締役社長に、チーム発足時より社長を務めている岩下英樹は長崎スタジアムシティプロジェクトを進める株式会社リージョナルクリエーション長崎の社長に就くこととなった。
前シーズンよりアスレティックトレーナーを務めていた高橋忠良が家庭事情により本人から申し出があり12月31日をもって退団となった。入れ替わりで1月よりデンソーエアリービーズでヘッドトレーナーを務めるなどした荻野まゆみがアスレティックトレーナーに就くことになった。
2月3日、小針幸也選手の新規加入が発表された。
天皇杯は、3次ラウンド一回戦の愛媛戦にオーバータイムの末に敗れ、初戦で敗退した。
レギュラーシーズンは第3節で一時西地区首位に立ったものの、故障者が相次いだこともあり、第9節に西地区2位になるとそのままシーズン終了まで順位が変わらず、最終節愛媛戦GAME1で敗れたことで順位確定し総合4位でB2プレーオフへの出場が決定した。
5月14日、B2プレーオフ準決勝でアルティーリ千葉に91-86で勝利し、2017-18シーズンの福岡に続きB3から2年で、また創設時に掲げた“最短でのB1昇格”を成し遂げた が、決勝では佐賀に0-2で敗れ、準優勝でシーズンを終えた。SAGAアリーナでのGAME2では7,532人を動員し、B2の最多記録を更新した。
5月25日には、長崎市の浜の町アーケードから中央公園までB1昇格記念パレードと報告会が、また同27日に佐世保市の島瀬公園で昇格報告会が行われ、前年同様多くのファン・ブースターが駆けつけた。
5月28日、B1昇格と2023-24シーズンはB1西地区に所属することが正式に発表された。
シーズン終了後、山本エドワードは香川に、近藤崚太はアースフレンズ東京Zに、期限付き移籍していた松井智哉がそのまま鹿児島に完全移籍、その他ウィタカケンタが鹿児島に、パブロ・アギラールが福岡に、特別指定選手だった山崎凛は滋賀に移籍した。またクラブ初のアジア特別枠だったジョーダン・ヘディングが退団となった。
またチーム創設時メンバーの一人で初代キャプテンも務めたジェフ・ギブスが選手登録から外れサポートコーチに就任することとなった。
さらに、ディクソンJrタリキは一旦満了となり自由交渉リスト入りが発表され、その後ユーススクールアドバイザーとして契約更新された。
スタッフとしては、前季アシスタントコーチなど務めたヒルライアンが退団し熊本のアシスタントコーチに、ジャワッド・ウィリアムズが退団しNBAサクラメント・キングスの育成コーチに就任した。今季途中入団の荻野まゆみは退団し女子代表チームに帯同することとなった。インターンとして一年間所属していた金城知紗は、アースフレンズ東京Zに現役選手として移籍した。

#### 2023-24シーズン（B1 西地区）
スローガン：THIS IS "VELCA"
前田健滋朗HCの2年目。
森川正明が横浜BCから、荒谷裕秀が宇都宮から移籍加入。また、昨季韓国ソウル三星サンダースでプレーしていたチャン・ミンクク、イタリアセリエAのNew Basket Brindisiからニック・パーキンズ、オーストラリアNBLのニュージーランド・ブレイカーズからジャレル・ブラントリーが新規加入し、開幕直前には所属先のないまま日本代表でプレイし2023年W杯でも活躍した馬場雄大が加入した。馬場の入団は前日より発表予告があり、入団発表予告があったのは2021年のジェフ・ギブス加入以来であった。
渡辺怜がアシスタントゼネラルマネージャー、喜多哲也がヘッドアスレチックトレーナー、野原洋子がアシスタントアスレチックトレーナー、ギリシャユースのヘッドコーチなど務めたヴァジェリス・ジアコスがアソシエイトコーチとして入団した。その他、Wリーグ山梨クィーンビーズなどで活躍した池松ほのかがアシスタントスキルコーチとして、香川や青森などでプレーした藤岡昂希がコーチングスタッフとして加入した。
サポートコーチに就いていたジェフ・ギブスが、開幕後の10月20日にSR渋谷に選手として移籍することになった。移籍後初戦は奇しくもSR渋谷対長崎の対戦であった。
ユーススクールアドバイザーについていたディクソンJrタリキは11月8日に熊本ヴォルターズに選手として短期の移籍、その後森川正明のIL入りにともない選手として再び長崎ヴェルカと新規契約し加入することになった。
12月29日、筑波大学在学中の木林優が特別指定選手として入団することが発表された。
1月にはジャレル・ブラントリーのIL入りが発表され、入れ替わりにこのシーズン仙台や新潟でプレーしたデボーン・ワシントンが3月まで短期加入、3月からは入れ替わりでNBAなどでもプレーしたジェレミー・エバンスが新規加入した。
3月26日、ジャレル・ブラントリーの復帰が発表されると同時に、ここまで45試合全試合出場していたニック・パーキンズの選手契約解除とコーチとしての帯同が発表され、これにより外国人籍はマット・ボンズ、ジャレル・ブラントリー、ジェレミー・エヴァンスの3人体制となった。その直後の4月1日にニックのIndios de Mayagüezへの移籍が発表された。
天皇杯は、2次ラウンドで三重、大阪、信州に、3次ラウンドでA東京に勝ちクラブ初のクオーターファイナルへ進んだが、川崎に残り1.8秒までリードしていたものの敗れ、ベスト4進出は逃した。
レギュラーシーズンは、開幕4連勝するなど10試合で8勝2敗と好スタートを切るものの、故障者が増えてきた11月以降勝てない試合が増え、最終的には27勝33敗の西地区6位、総合17位でシーズンを終えた。
5月28日、2024-25シーズンも引き続きB1西地区に所属することが正式に発表された。
シーズン終了後、B3時代のアソシエイトコーチ含めて3年間指揮した前田健滋朗HCの退任と滋賀レイクスへのHC就任が発表された。
またアソシエイトコーチを務めたヴァジェリス・ジアコスが退団し、AO ミコヌのヘッドコーチに就くこととなった。
2024年6月17日、2024-25シーズンのヘッドコーチとしてモーディ・マオールの就任が発表された。
選手としては、ジェレミー・エバンスが退団。
チャン・ミンククがKBLの昌原LGセイカーズへ、榎田拓真が越谷へ、ディクソンJrタリキが仙台へそれぞれ移籍。またクラブ発足時からB3、B2とリーグMVPを獲得するなどエースであり大黒柱であったマット・ボンズが大阪エヴェッサへ移籍となった。また、小針幸也が川崎へ期限付き移籍となった。

#### 2024-25シーズン（B1 西地区）
スローガン：TOGETHER，WE RISE
モーディ・マオールHCの1年目。
このシーズンよりホームアリーナがこれまでの長崎県立総合体育館からハピネスアリーナに変更された。
茨城より山口颯斗が、滋賀より川真田紘也が、富山よりエージェー・エドゥが、バスケット・サラゴサよりマーク・スミスが、Merkezefendi Belediyesi Denizli Basketからジェハイブ・フロイドがそれぞれ移籍加入した。特別指定選手だった木林優はこのシーズンから選手契約となった。
スタッフとしては、クリス・ケアード、イドー・レヴィット、幸地渉、ケビン・アンゼンバーガーが新たにアシスタントコーチとして
、キリアン・フリエルルがフィジオセラピストとして招聘された。
また前シーズンまで秋田でプレーしたスティーブ・ザックがサポートコーチに就任、また辰巳彰啓がインターンとして加入した。
世界レベルのコーチング技術をもつコーチ陣から学ぶ次世代のコーチを育成するプログラムとしてVCDP(Velca Coaching Development Program)が新設され、弓波英人・池松ほのか・長谷川哲也らが参加することになった。
5節まで終わった11月1日、ジェハイブ・フロイドが契約解除、サポートコーチに就いていたスティーブ・ザックが選手登録され、翌年2月20日の契約解除まで計28試合出場した。また8節終了後の11月15日には荒谷裕秀が出場機会減退にともない双方合意の上契約解除、仙台への移籍が発表された。
2024年のホーム最終戦だった12月18日、長崎出身で長崎東高校を経て名古屋学院大学に在学中の永野威旺が特別指定選手として加入することが発表された。第一報は試合開始直前のハピネスアリーナでサプライズ発表された。
2025年1月24日、マーク・スミスのIL入りに伴い直前まで佐賀でプレーしていたケニー・ローソン・ジュニアが加入。契約満了の2月25日まで計4試合に出場した。
2025年2月28日、中国、ドイツ、オーストラリアなどでプレーしたタナー・グローヴスの加入を発表した。
2025年3月18日、昨季茨城ロボッツでプレーし今季は練習生としてヴェルカに参加していた中村ジャズの加入を発表した。
天皇杯は、2次ラウンドで熊本、岡山、渋谷に勝利し3次ラウンドに進んだが、三遠に敗れクオーターファイナル進出は逃した。
レギュラーシーズンは、馬場雄大やマーク・スミスら中心選手が故障で出場できない期間のゲームなど多く落とし、またクラブ史上最多の7連敗を喫するなど苦しんだシーズンで、最終的には26勝34敗の西地区6位、総合16位でシーズンを終えた。
シーズン終了後、タナー・グローヴスが退団し佐賀へ、木林優が北海道へ、エージェー・エドゥが群馬へ移籍。マーク・スミスが双方合意の上契約解除となり退団。特使だった永野威旺は、複数年契約を締結した上で横浜EXへ期限付き移籍した。
また、クラブ創設時から4年間キャプテンを務めた長崎出身の髙比良寛治が秋田へ移籍した。
またスタッフでは、池松ほのかの滋賀への移籍が決まるなど、クリス・ケアード、キリアン・フリエルル、櫻田ののからが退団することとなった。

#### 2025-26シーズン（B1 西地区）
モーディ・マオールHCの2年目。
秋田より熊谷航、越谷より星川堅信、鹿児島から森田雄次がそれぞれ移籍加入。
また、メラルコ・ボルツなど多くの海外クラブでプレーしたアキル・ミッチェルや、NBAで8年間プレーしたスタンリー・ジョンソン、NBLのイラワラ・ホークスに所属し2024年には大阪エヴェッサでもプレーしたイヒョンジュンを獲得した。
スタッフとしては、前季まで4期にわたり島根スサノオマジックのヘッドコーチを務めたポール・ヘナレが新たにアソシエイトヘッドコーチとして就任。
その他髙橋佳歩がコーチインターン、揚野克基がU12アシスタントコーチ、尾﨑竜之輔がロードマネジメントスペシャリスト、中峯かほりがエキップメントマネージャー、木島貴之がストレングス＆コンディショニングコーチとして新たに加入、また2022-23シーズンにインターンで参加していた金城知紗がビデオコーディネーターとして復帰した。

## 成績

### 天皇杯全日本選手権
- 第97回 - 3次ラウンド2回戦敗退
- 第98回 - 3次ラウンド1回戦敗退
- 第99回 - クオーターファイナル敗退
- 第100回 - 3次ラウンド敗退

### 主な獲得タイトル
- B3リーグ
  - 優勝1回(2021-22)
- B2リーグ
  - 準優勝1回(2022-23)

## メディア

### テレビ番組
- DUNK！DUNK！ヴェルカ ハイライト[136]  - (KTN) マルっと!内の1コーナーで、主に毎週月曜15:15ごろから

基本的にここで流れたVTRを再編集したものがその週の「DUNK！DUNK！ヴェルカ」で放送される。
ハイライトとは言うものの「DUNK！DUNK！ヴェルカ」より長尺だったり、全く内容が異なる場合もある。VTR素材以外は生放送。
- DUNK！DUNK！ヴェルカ[137] - (KTN) 毎週土曜10:40-

直近の試合結果のハイライトを中心に、各種企画などを行う。
KTNの動画ポータルサイト モッテレ内やYouTubeチャンネルでも配信あり。
- Vタイムズ[139] (NIB) 2023.9.30-  毎週土曜9:25-

V・ファーレン長崎の単独応援番組だった「ALL! V・ファーレン」が改編されて開始された。それまでの生放送とは異なり、録画放送となった。
V・ファーレン長崎、長崎ヴェルカ、長崎スタジアムシティそれぞれのコーナーがある。
- 密着V・ファーレン⻑崎 × GO!VELCA[140] (NIB) 2023.10.6-  毎週金曜25:59- (BSJapanext) 2024.1.5- 毎週土曜8:00-

V・ファーレン長崎、長崎ヴェルカの密着映像やインタビュー映像を中心にしたドキュメンタリー番組。
CMをまたいでクラブ毎にそれぞれのコンテンツは独立しており、YouTube配信の際にはクラブごとに配信されている。

### ラジオ番組
- ONOUE BASE内[141] - (NBCラジオ) 毎週火曜17:20ごろから

以前放送されていた「バスケでチャージ」の枠で行われていて、特にコーナー名はコールされない。伊藤拓摩社長兼GMが電話出演している。
なお、「ONOUE BASE」のタイトルやCMをまたぐジングルでは、2024年1月現在マット・ボンズ選手が番組名をコールしている。

### 終了したテレビ番組
- VELCA STYLE[142] - (NIB) 2022.10.5-2023.5.3 毎週水曜21:54-

ナビゲーター松尾悠花の選手やスタッフへのインタビューがメイン。
NIB内の動画配信サービス DEJIMA.chでも配信されていた。
- GO!VELCA ～長崎にやってきた挑戦者たち[143] - 2022.5.28-2023.6.24 (BSJapanext) 毎週土曜11:15-

選手やスタッフの密着ドキュメンタリーがメイン。
BSJapanext公式アプリ内の見逃し配信の他、長崎ヴェルカ公式YouTubeチャンネルでも配信あり。
2023.10.6より「「密着V・ファーレン⻑崎 × GO!VELCA」」に統合された。

### 終了したラジオ番組
- バスケでチャージ[144] - (NBCラジオ) NBCラジオ ザ・チャージ!内の1コーナーで毎週月曜17:20ごろから

伊藤拓摩社長兼GMが電話出演していた。